# Gina Bachauerová
Gina Bachauer, řecky Τζίνα Μπαχάουερ, (21. května 1913, Athény – 22. srpna 1976 tamtéž) byla řecká klavíristka.

## Životopis
Pocházela z italsko-rakouské rodiny. Na athénské konzervatoři studovala ve třídě Woldemara Freemana. Později brala lekce u Alfreda Cortota a Rachmaninova.
V roce 1930 doprovázela pařížský symfonický orchestr pod vedením Pierra Monteuxe a athénský symfonický orchestr pod vedením Dimitriho Mitropoulose.
Její jméno nese soutěž Gina Bachauer International Piano Competition.